# Dover-Foxcroft (város, Maine)
Dover-Foxcroft város az Amerikai Egyesült Államok Maine államában, Piscataquis megyében, melynek megyeszékhelye is. Lakosainak száma 4422 fő (2020. április 1.).

## Népesség
A település népességének változása:

| 2010 | 4 213 |
| 2020 | 4 422 |